# 175046 Corporon
175046 Corporon este un asteroid din centura principală de asteroizi.

## Descriere
175046 Corporon este un asteroid din centura principală de asteroizi. A fost descoperit pe 27 martie 2004 la Saint-Sulpice de Bernard Christophe. Asteroidul prezintă o orbită caracterizată de o semiaxă mare de 2,63 ua, o excentricitate de 0,13 și o înclinație de 10,9° în raport cu ecliptica.